# The Tribez
The Tribez (с англ. — «Туземцы») — компьютерная игра в жанре градостроительной стратегии, разработанная студией Divo Games и выпущенная компанией Game Insight в 2012 году. Игра доступна для устройств на платформах iOS, Android, Windows Phone и Windows, а также в социальной сети Facebook. Игра распространяется по модели Free-to-play.

## Игровой процесс
Как и в большинстве градостроительных стратегий, игроку предстоит заниматься развитием поселения с помощью возведения различных зданий, каждое из которых удовлетворяет те или иные потребности племени туземцев или производит определённые ресурсы. Игрок сооружает жилые, производственные, общественные, торговые, декоративные и развлекательные здания , чтобы в итоге расширить границы своего поселения и продолжить развитие племени.
Игровой процесс тесно связан с повествованием и сюжетом игры. Такая подача материала позволяет игроку не запутаться в широком выборе доступных в магазине построек, а также упрощает обучение основам игры. Открывая новые территории и расширяя границы своего поселения, игроки обнаружат множество дополнительных сюжетных линий и заданий.

## Разработка и выпуск
Проект «Туземцы» был выпущен 3 апреля 2012 года в Apple App Store для владельцев устройств iPad. В мае того же года появилась поддержка iPhone. 11 октября 2012 года увидела свет версия игры для Android-устройств . В 2013 году «Туземцы» вышли для социальной сети Facebook, а также появились в магазине приложений Amazon Appstore. Осенью 2014 года игра стала доступна пользователям Windows Phone, а в феврале 2015 появилась поддержка платформы Windows 8 . За время своего существования игра «Туземцы» была переведена, в том числе, на португальский, японский, корейский и турецкий языки , а её аудитория превысила 37 миллионов игроков.

## Критика
Алисия Эшбай из Gamezebo описала игру как «не революционный, но красочный и приятный взгляд на градостроительные симуляторы». В начале 2013 года «Туземцы» получили награду от китайского портала Appgame.com, который включил проект в список лучших игр 2012 года. После выхода в корейском магазине приложений T-Store игра быстро заняла первое место в рейтинге.